# Hart (Texas)
Hart es una ciudad ubicada en el condado de Castro en el estado estadounidense de Texas. En el Censo de 2010 tenía una población de 1.114 habitantes y una densidad poblacional de 579,67 personas por km².

## Geografía
Hart se encuentra ubicada en las coordenadas 34°23′9″N 102°6′54″O / 34.38583, -102.11500. Según la Oficina del Censo de los Estados Unidos, Hart tiene una superficie total de 1.92 km², de la cual 1.91 km² corresponden a tierra firme y (0.54%) 0.01 km² es agua.

## Demografía
Según el censo de 2010, había 1.114 personas residiendo en Hart. La densidad de población era de 579,67 hab./km². De los 1.114 habitantes, Hart estaba compuesto por el 61.58% blancos, el 3.14% eran afroamericanos, el 0.45% eran amerindios, el 0.36% eran asiáticos, el 0% eran isleños del Pacífico, el 32.14% eran de otras razas y el 2.33% pertenecían a dos o más razas. Del total de la población el 74.87% eran hispanos o latinos de cualquier raza.